# Савва (Бабинець)
Архієпископ Савва (в миру Бабинець Олександр Іванович, 27 березня 1926 — 25 лютого 1992) — православний діяч на Закарпатті. Єпископ Російської православної церкви.

## Біографія
Бабинець Олександр Іванович народився 27 березня 1926 р. в с. Підвиноградово Виноградівського району Закарпатської обл.
Був послушником у Іоанно-Предтечинському скиті у с. Бедевля Тячівського району (1942 р.) та в Миколаївському монастирі у с. Іза Хустського району (1946 р.). 
Прийняв чернецтво 17 листопада 1947 р.
ієродиякон (29 листопада 1948 р.).
ієромонах (16 липня 1950р.). 
Настоятель приходів в с. Сокирниця (1951 р.), в с. Бадов І і Бадов II (1953 р.).
Закінчив Московську духовну семінарію (1957 р.), Московську духовну академію (1961 р.), отримавши ступінь кандидата богослов'я.
Настоятель приходу в с. Тросник Виноградівського р-ну (1961—1968 рр.). Настоятель Успенського собору у м. Виноградів (1968—1969). 
Ігумен (12 травня 1968 р.). 
Архімандрит (23 березня 1969 р.). 
Єпископ Переяслав-Хмельницький, вікарій Київської єпархії (20 березня 1969 р.). 
Єпископ Чернівецький і Буковинський (2 лютого 1972 р.). 
Єпископ Мукачівський і Ужгородський (1 березня 1977 р.). 
Єпископ Полтавський і Кременчуцький (26 червня 1985 р.). 
Архієпископ (5 квітня 1990 р.).
Орден прп. Сергія Радонежського II ступеня.
Помер у Харкові, похований на кладовищі Миколаївського монастиря с. Іза Хустського р-ну.